# IC 2071
IC 2071 је спирална галаксија у сазвјежђу Златна риба која се налази на листи објеката дубоког неба у Индекс каталогу.
Деклинација објекта је - 53° 9' 5" а ректасцензија 4h 26m 14,3s. Привидна величина (магнитуда) објекта IC 2071 износи 15,7 а фотографска магнитуда 16,5. IC 2071 је још познат и под ознакама ESO 157-28, PGC 15088.